# Carlotta Napoleona Bonaparte
Carlotta Napoleona Bonaparte (Parigi, 31 ottobre 1802 – Sarzana, 5 marzo 1839) fu una principessa francese, nipote di Napoleone Bonaparte. Divenne molto nota grazie alle sue doti artistiche.

## Biografia

### Infanzia ed educazione

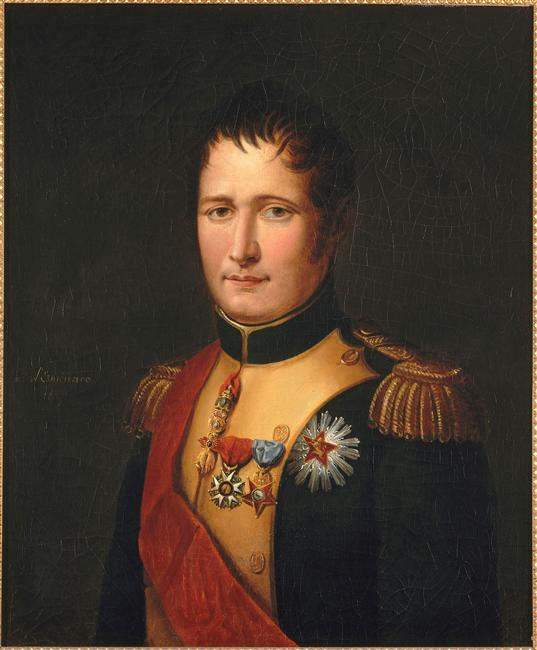
Giuseppe Bonaparte, re di Spagna, in uniforme da ufficiale d'esercito.

Era la figlia di Giuseppe Bonaparte, fratello maggiore di Napoleone, e Julie Clary. Sua madre era la sorella di Désirée Clary, il primo amore di Napoleone. 
Studiò incisione e litografia a Parigi con l'artista Louis Léopold Robert, che si ritiene sia stato innamorato di lei.

### In America

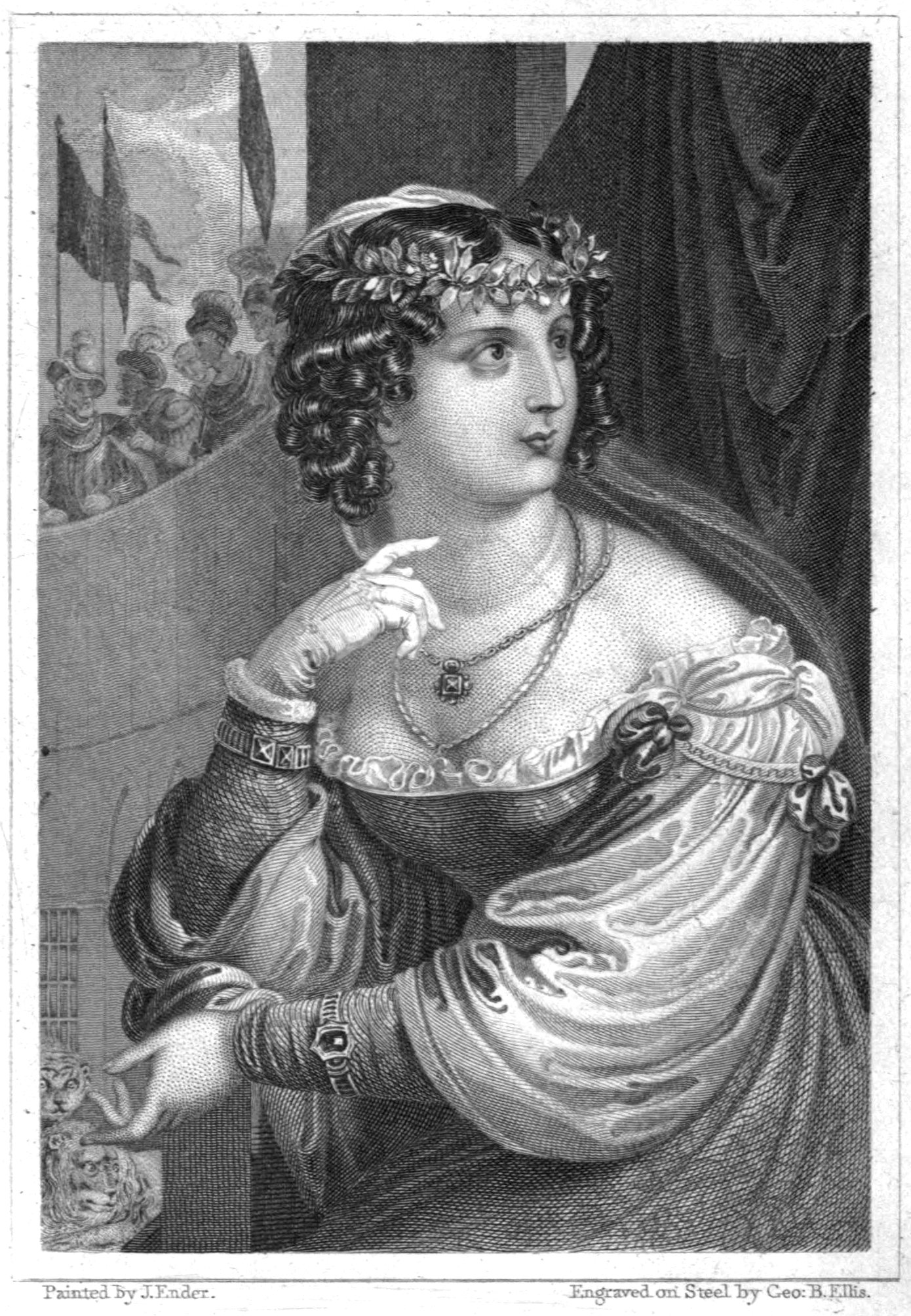
Carlotta Napoleona Bonaparte, contessa de Survilliers, di Johann Ender, 1854

Dopo che fu deposto, nel 1817 suo padre si trasferì in America e acquistò "Point Breeze", una tenuta sul fiume Delaware vicino Bordentown nel New Jersey. La villa ospitava una collezione di dipinti e sculture di artisti rinomati, come Jacques-Louis David, Antonio Canova, Rubens, e Tiziano. Il parco circostante era di 1.800 acri (7,3 km²), e includeva giardini. Giuseppe Bonaparte ospitò molti fra i più ricchi della nazione e i più illustri cittadini, e la sua collezione d'arte ha svolto un ruolo cruciale nella trasmissione del gusto europeo in America.

### Passione artistica

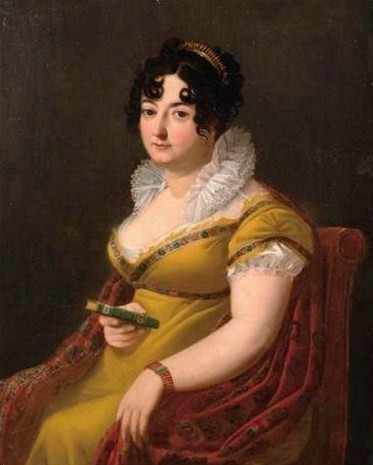
Carlotta Napoleona Bonaparte ritratta da François Mulard nel 1820

Carlotta, conosciuta come Contessa de Survilliers, visse con il padre nel New Jersey dal dicembre 1821 all'agosto 1824. Nel periodo in cui vi dimorò, disegnò numerosi paesaggi tra cui le Passaic Falls, la proprietà di suo padre "Point Breeze", la città di Lebanon (New Jersey) ed altri, alcuni dei quali divennero incisioni per il libro Picturesque American Scenes di Joubert. Disegni ancora esistenti di paesaggi da lei realizzati comprendono le Passaic Falls, una veduta di un luogo vicino Tuckerton (New Jersey), e le Schooley's Mountain. 

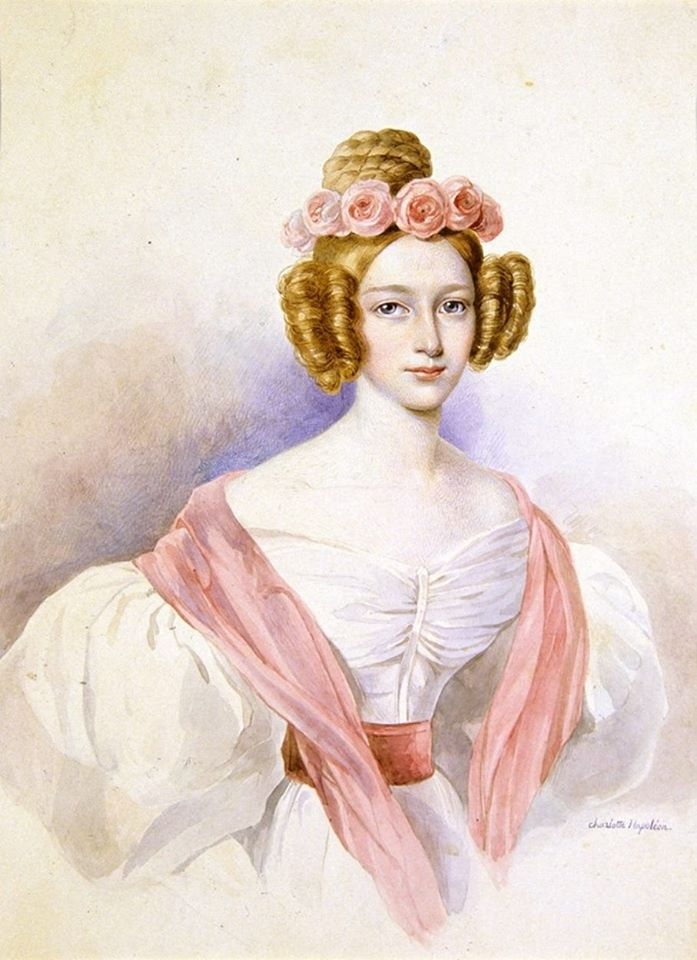
Teodolinda di Leuchtenberg ritratta da Carlotta Napoleona Bonaparte

Produsse anche ritratti (Cora Monges, 1822; Emilie Lacoste, 1823) ed espose i suoi lavori presso la Pennsylvania Academy of the Fine Arts. Tenne anche un carteggio con Giacomo Leopardi, conosciuto nel 1831.

### Matrimonio

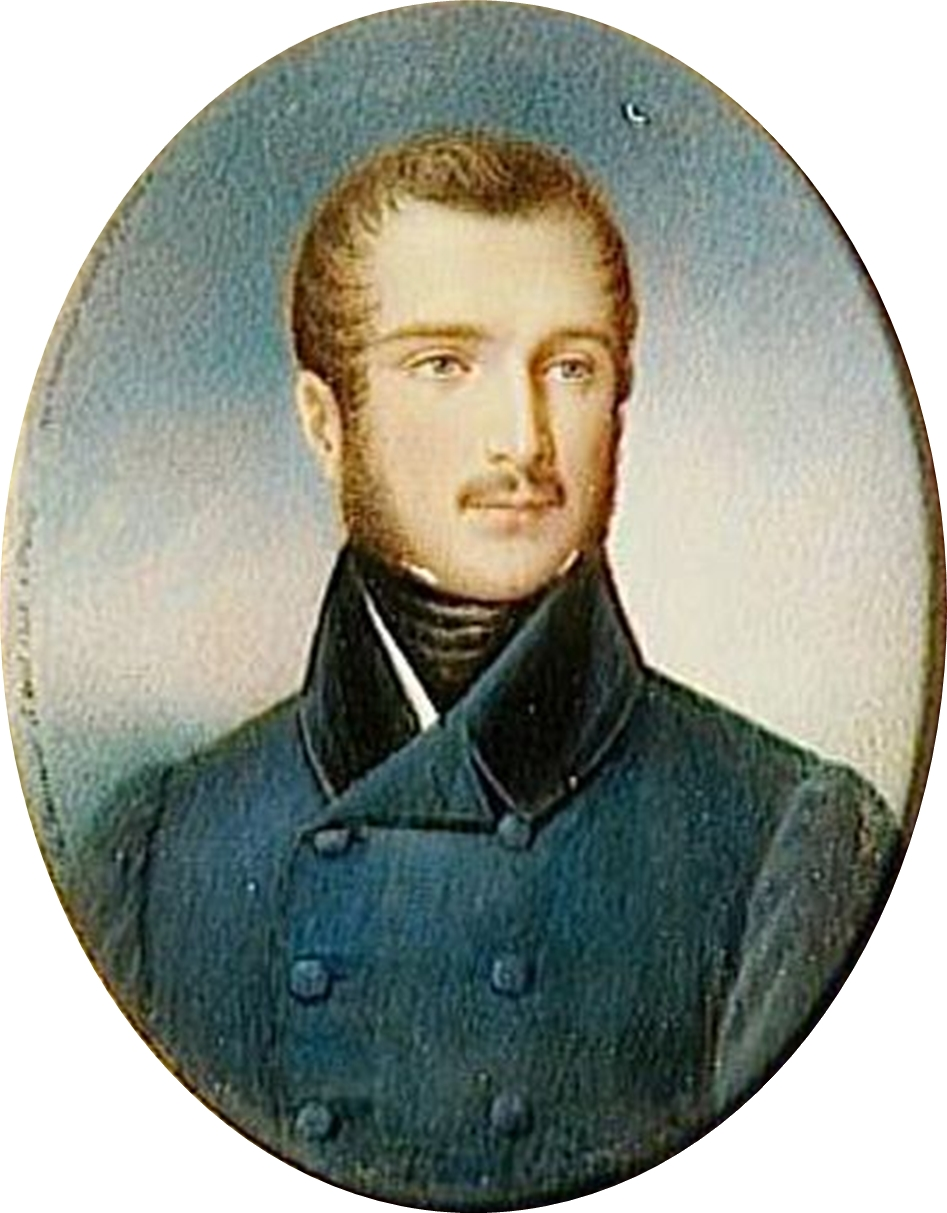
Napoleone Luigi Bonaparte

Carlotta sposò il suo primo cugino Napoleone Luigi Bonaparte, figlio di Luigi Bonaparte ed Ortensia di Beauharnais, il 23 luglio 1826, divenendo così Granduchessa consorte di Berg.

### Morte

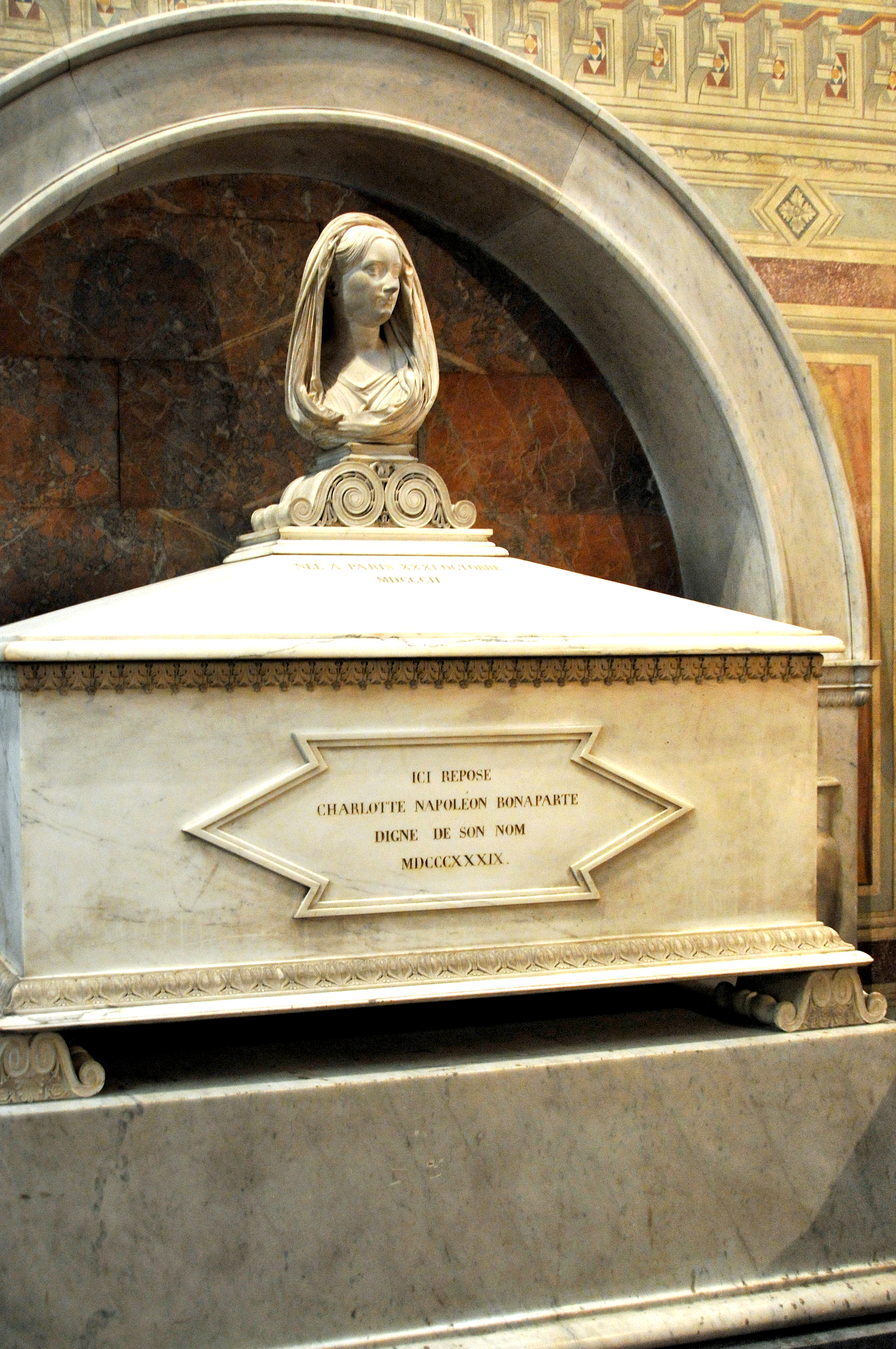
La tomba di Carlotta nella Basilica di Santa Croce

Morì di parto all'età di 36 anni a Sarzana, allora provincia di Genova, oggi de La Spezia,  alle ore 17 del 5 marzo 1839, in una stanza della Locanda De Fornari dove era stata ricoverata d'urgenza mentre in carrozza cercava di raggiungere la Francia. La circostanza è provata dal certificato di morte firmato da due dei canonici del capitolo diocesano di quella città. Il bambino, che non riuscì a nascere o comunque non sopravvisse alla nascita, era illegittimo, pare concepito col conte Potocki. È sepolta nella Basilica di Santa Croce a Firenze.

## Nella cultura di massa

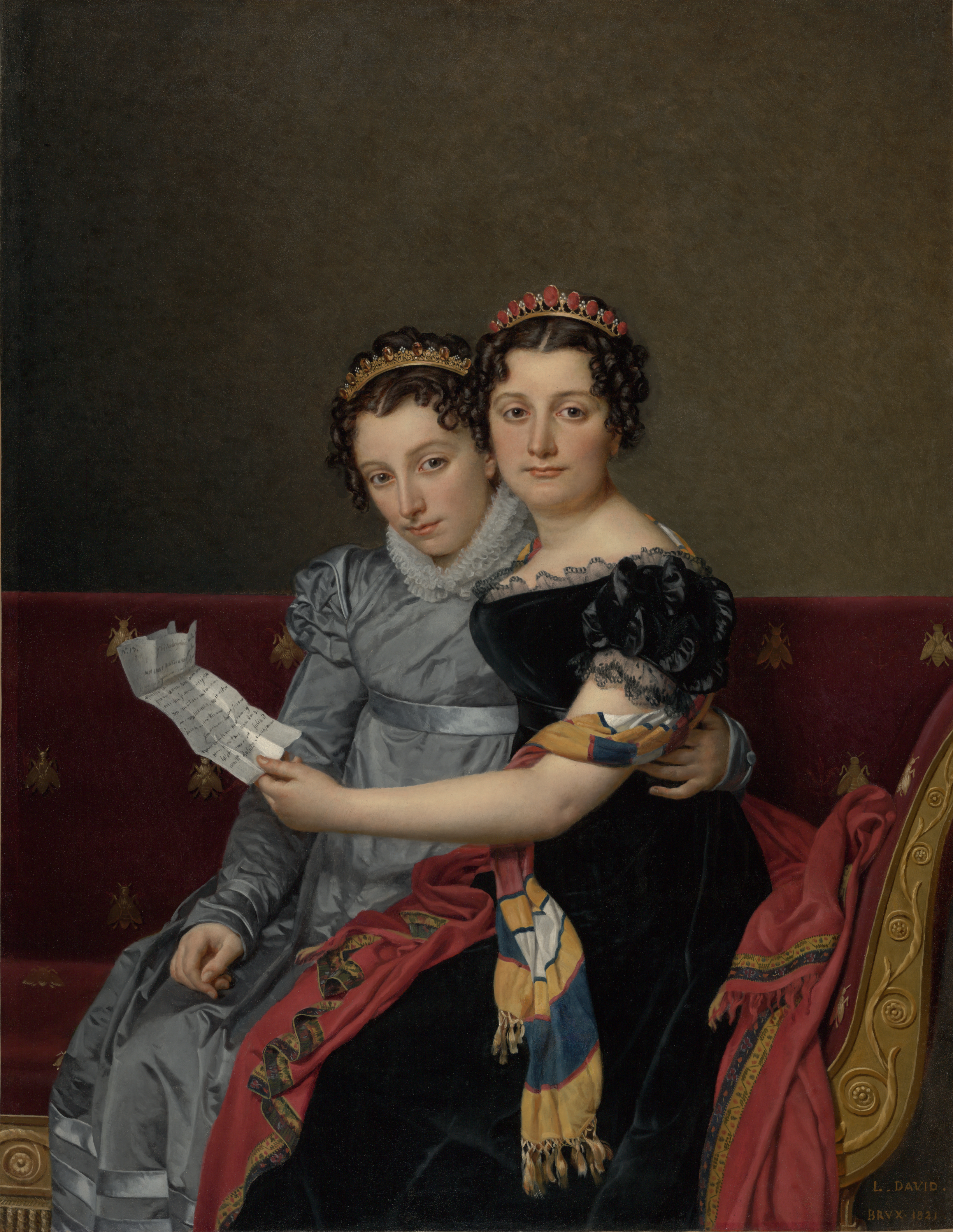
Carlotta e la sorella Zénaïde, di Jacques-Louis David

Carlotta, con la sorella Zénaïde (1801-1854) e la madre, è stata ritratta dall'artista francese François Gérard, mentre la loro madre era regina di Spagna. Un altro artista francese, il ben noto Jacques-Louis David, dipinse un ritratto delle due sorelle, che le mostra nella lettura di una lettera da Filadelfia inviata dal loro padre.

## Ascendenza
|                              |              |                                | Genitori                   |  |  | Nonni |  |  | Bisnonni                  |  |  | Trisnonni                    |  |
|                              |              |                                |                            |  |  |       |  |  | Giuseppe Maria Buonaparte |  |  | Sebastiano Nicola Buonaparte |  |
|                              |              |                                |                            |  |  |       |  |  | Giuseppe Maria Buonaparte |  |  | Sebastiano Nicola Buonaparte |  |
|                              |              | Maria Anna Tusoli di Bocagnano |                            |  |  |       |  |  | Giuseppe Maria Buonaparte |  |  |                              |  |
| Carlo Maria Buonaparte       |              |                                |                            |  |  |       |  |  | Giuseppe Maria Buonaparte |  |  |                              |  |
|                              |              | Maria Saveria Paravicini       | Giuseppe Maria Paravicini  |  |  |       |  |  |                           |  |  |                              |  |
|                              |              | Maria Saveria Paravicini       | Giuseppe Maria Paravicini  |  |  |       |  |  |                           |  |  |                              |  |
|                              |              | Maria Saveria Paravicini       | Maria Angela Salineri      |  |  |       |  |  |                           |  |  |                              |  |
| Giuseppe Bonaparte           |              | Maria Saveria Paravicini       |                            |  |  |       |  |  |                           |  |  |                              |  |
|                              |              | Giovanni Geronimo Ramolino     | Giovanni Agostino Ramolino |  |  |       |  |  |                           |  |  |                              |  |
|                              |              | Giovanni Geronimo Ramolino     | Giovanni Agostino Ramolino |  |  |       |  |  |                           |  |  |                              |  |
|                              |              | Giovanni Geronimo Ramolino     | Angela Maria Peri          |  |  |       |  |  |                           |  |  |                              |  |
| Maria Letizia Ramolino       |              | Giovanni Geronimo Ramolino     |                            |  |  |       |  |  |                           |  |  |                              |  |
|                              |              | Angela Maria Pietrasanta       | Giuseppe Maria Pietrasanta |  |  |       |  |  |                           |  |  |                              |  |
|                              |              | Angela Maria Pietrasanta       | Giuseppe Maria Pietrasanta |  |  |       |  |  |                           |  |  |                              |  |
|                              |              | Angela Maria Pietrasanta       | Maria Giuseppa Malerba     |  |  |       |  |  |                           |  |  |                              |  |
| Carlotta Napoleona Bonaparte |              | Angela Maria Pietrasanta       |                            |  |  |       |  |  |                           |  |  |                              |  |
|                              | Joseph Clary | Jacques Clary                  |                            |  |  |       |  |  |                           |  |  |                              |  |
|                              | Joseph Clary | Jacques Clary                  |                            |  |  |       |  |  |                           |  |  |                              |  |
|                              | Joseph Clary | Catherine Barosse              |                            |  |  |       |  |  |                           |  |  |                              |  |
| François Clary               | Joseph Clary |                                |                            |  |  |       |  |  |                           |  |  |                              |  |
|                              |              | Françoise Agnès Ammoric        | François Ammoric           |  |  |       |  |  |                           |  |  |                              |  |
|                              |              | Françoise Agnès Ammoric        | François Ammoric           |  |  |       |  |  |                           |  |  |                              |  |
|                              |              | Françoise Agnès Ammoric        | Jeanne Boisson             |  |  |       |  |  |                           |  |  |                              |  |
| Julie Clary                  |              | Françoise Agnès Ammoric        |                            |  |  |       |  |  |                           |  |  |                              |  |
|                              |              | Joseph Ignace Somis            | Jean Louis Somis           |  |  |       |  |  |                           |  |  |                              |  |
|                              |              | Joseph Ignace Somis            | Jean Louis Somis           |  |  |       |  |  |                           |  |  |                              |  |
|                              |              | Joseph Ignace Somis            | Françoise Bouchard         |  |  |       |  |  |                           |  |  |                              |  |
| Françoise Rose Somis         |              | Joseph Ignace Somis            |                            |  |  |       |  |  |                           |  |  |                              |  |
|                              |              | Catherine Rose Soucheiron      | François Soucheiron        |  |  |       |  |  |                           |  |  |                              |  |
|                              |              | Catherine Rose Soucheiron      | François Soucheiron        |  |  |       |  |  |                           |  |  |                              |  |
|                              |              | Catherine Rose Soucheiron      | Anne Cautier               |  |  |       |  |  |                           |  |  |                              |  |
|                              |              | Catherine Rose Soucheiron      |                            |  |  |       |  |  |                           |  |  |                              |  |

## Mostre
Nel 2010 il Museo napoleonico di Roma ha dedicato una mostra alla travagliata vita di Charlotte Bonaparte, ripercorrendo la sua breve vita e soffermandosi anche sulla sua attività di pittrice.